# Hugo Almgren (konstnär)
Per Johan Hugo Almgren, född 1 juni 1880 i Gillberga, Värmlands län, död 14 oktober 1962, var en svensk målare och grafiker.
Almgren var son till postmästaren Albrekt Almgren och Emilia Holmgren. Han studerade vid Konstakademien i Stockholm, där han lärde sig etsa för Axel Tallberg, och på Valands målarskola i Göteborg samt på Kunstnernes Frie Studieskoler i Köpenhamn med Kristian Zahrtmann som lärare. Därefter vistades han tre år i England och företog studieresor till Nederländerna. Han deltog i utställningar bland annat i Stockholm, Östersund, Umeå och med en retrospektiv utställning på Värmlands museum 1938.
Almgrens konst består av porträtt, naket samt stämningslandskap och träsnitt. Almgren är representerad på Umeå museum och Thielska galleriet med en interiör från en smedja samt ett landskapsmotiv från Huskvarna.